# Holubník
Holubník är ett berg i Tjeckien.   Det ligger i regionen Liberec, i den norra delen av landet, 100 km nordost om huvudstaden Prag. Toppen på Holubník är 1 071 meter över havet, eller 229 meter över den omgivande terrängen. Bredden vid basen är 2,5 km. Holubník ingår i Jizerské Hory.
Terrängen runt Holubník är huvudsakligen kuperad.Runt Holubník är det tätbefolkat, med 297 invånare per kvadratkilometer. Närmaste större samhälle är Liberec, 12,1 km sydväst om Holubník. I omgivningarna runt Holubník växer i huvudsak blandskog.